# Figueira de Castelo Rodrigo
Figueira de Castelo Rodrigo (fi'gɐiɾɐ dɨ kɐʃ'tɛlu ʁu'dɾigu) è un comune portoghese di 7 158 abitanti situato nel distretto di Guarda.
È una cittadina della Beira Alta all'altitudine di 634 m che ebbe una grande importanza nella difesa della frontiera con la Spagna. A sud dell'abitato sorge il castello di Castelo Rodrigo, attorno al quale si svolsero diverse battaglie contro i Castigliani; al centro della fortezza ci sono i resti della torre de menagem (dongione) e dell'antico palazzo. Nei pressi della chiesa parrocchiale c'è un antico pelourinho (colonna della gogna) del XVI secolo. A poca distanza, a sud est di Figueira, c'è il Convento di Santa Maria de Aguiar con la grande chiesa gotico cistercense.

## Società

### Evoluzione demografica
| Popolazione di Figueira de Castelo Rodrigo (1801 – 2004) | Popolazione di Figueira de Castelo Rodrigo (1801 – 2004) | Popolazione di Figueira de Castelo Rodrigo (1801 – 2004) | Popolazione di Figueira de Castelo Rodrigo (1801 – 2004) | Popolazione di Figueira de Castelo Rodrigo (1801 – 2004) | Popolazione di Figueira de Castelo Rodrigo (1801 – 2004) | Popolazione di Figueira de Castelo Rodrigo (1801 – 2004) | Popolazione di Figueira de Castelo Rodrigo (1801 – 2004) | Popolazione di Figueira de Castelo Rodrigo (1801 – 2004) |
| -------------------------------------------------------- | -------------------------------------------------------- | -------------------------------------------------------- | -------------------------------------------------------- | -------------------------------------------------------- | -------------------------------------------------------- | -------------------------------------------------------- | -------------------------------------------------------- | -------------------------------------------------------- |
| 1801                                                     | 1849                                                     | 1900                                                     | 1930                                                     | 1960                                                     | 1981                                                     | 1991                                                     | 2001                                                     | 2004                                                     |
| 7059                                                     | 7784                                                     | 14716                                                    | 13339                                                    | 13237                                                    | 9140                                                     | 8105                                                     | 7158                                                     | 6884                                                     |

## Freguesias

Le freguesias di Figueira de Castelo Rodrigo dopo la riorganizzazione amministrativa del 2013.

- Algodres, Vale de Afonsinho e Vilar de Amargo
- Almofala e Escarigo
- Castelo Rodrigo
- Cinco Vilas e Reigada
- Colmeal e Vilar Torpim
- Escalhão
- Figueira de Castelo Rodrigo
- Freixeda do Torrão, Quintã de Pêro Martins e Penha de Águia
- Mata de Lobos
- Vermiosa